# Giuventetgna Rumantscha
Giuventetgna Rumantscha (en español: Juventud Romanche, abreviatura GiuRu) es una organización juvenil de hablantes de romanche. 
Fundada en 1991 con sede en Coira, tiene el cometido de establecer contactos entre los jóvenes hablantes de romanche en las diversas regiones, así como su vinculación con otras minorías lingüísticas de Europa. El apoyo comprende la financiación, mercadeo y cooperación en la realización de proyectos.

## Proyectos actuales
- Uniuns: recopilación de las direcciones de todas las organizaciones juveniles de los Grisones.
- Posta-rumantscha: lista de correo en romanche. Es moderada para evitar la inclusión de spam. A fines de 2011 cuenta con más de 560 direcciones.
- Inscunter: organización del seminario de otoño de la JEV.
- PUNTS ("Puentes"): revista mensual en romanche, escrita por jóvenes.
- Vuschs Giuvnas ("Voces jóvenes"): los primeros viernes de cada mes, en el diario La Quotidiana se publica una página con contribuciones de jóvenes.

Además, la GiuRu trabaja en conjunto con la Lia Rumantscha en la base de datos en línea Pledari Grond.